# Jelcz P080
Jelcz P-080 – prototypowa przyczepa do Jelcza 080, zaprojektowana w 1980 roku przez JZS.

## Historia
Po dwóch latach od rozpoczęcia produkcji autobusu socjalnego Jelcz 080, postanowiono stworzyć na jego bazie także przyczepę, podobnie jak było to w przypadku Jelcza 043. Cały zestaw był testowany w kilku miastach Polski, a także w PIMOT. Dane na temat liczby powstałych prototypów są sprzeczne. Wojciech Połomski, autor książki o historii pojazdów z Jeczańskich Zakładów Samochodowych, podaje liczbę 5 egzemplarzy, jednak członkom Klubu Sympatyków Transportu Miejskiego, który przy okazji renowacji swojego egzemplarza przyczepy badali ten temat, podawano informacje o powstaniu zaledwie jednego kompletnego i jednego lub dwóch nieukończonych egzemplarzy Jelczy P-080. Do dziś zachował się najprawdopodobniej tylko jeden egzemplarz, będący własnością KSTM Wrocław.
Wspomniany wrocławski egzemplarz w latach 80. został przebudowany na mobilny ambulans RTG, stojący przy przychodni w Jelczu - Laskowicach. Około 10 lat później, po zdemontowaniu aparatury medycznej, przeszedł na własność firmy budowlanej, także z Jelcza - Laskowic. W 2012 odkupił ją stamtąd prywatnie jeden z członków KSTM Wrocław, a w 2016 roku przyczepa formalnie stała się własnością klubu.

## Konstrukcja
Nadwozie przyczepy P-080 było w maksymalnym stopniu ujednolicone z nadwoziem autobusu. Jako ścianę przednią zastosowano elementy ze standardowej jelczańskiej ściany tylnej. Pierwsza oś jest skrętna, sterowanie kołami odbywało się za pomocą mechanizmu kierowniczego, połączonego z dyszlem. Tylna oś (podobnie jak w autobusie, oraz przyczepie PO-1) wyposażona jest w ogumienie bliźniacze. Dwuobwodowy hamulec zasadniczy działa na obie osie, a hamulec postojowy (uruchamiany korbą) na oś tylną. Przyczepa oferowała 37 miejsc siedzących. 

## Obecnie
Jedyny zachowany do dziś egzemplarz od kwietnia do września 2021 roku przechodził odbudowę, wraz z przywróceniem oryginalnego wyglądu z 1980 roku.